# Фрозолоне
Фрозолоне (итал. Frosolone) је насеље у Италији у округу Изернија, региону Молизе.
Према процени из 2011. у насељу је живело 1451 становника. Насеље се налази на надморској висини од 903 м.

## Становништво
| 1936. | 1951. | 1961. | 1971. | 1981. | 1991. | 2001. | 2011. |
| ----- | ----- | ----- | ----- | ----- | ----- | ----- | ----- |
| 5.227 | 5.305 | 4.859 | 3.810 | 3.596 | 3.531 | 3.405 | 3.255 |